# Cilento
Cilento là một khu vực địa lý nằm ở miền trung và nam của tỉnh Salerno, thuộc vùng Campania, Ý. Đây là một khu du lịch quan trọng nằm ở miền nam Ý, được biết đến như là một trong những trung tâm về chế độ ăn uống khu vực Địa Trung Hải.

## Địa lý
Cilento nằm bên bờ biển Tyrrhenus, trải dài từ Paestum đến vịnh Policastro, gần thị trấn Sapri. Các nơi thu hút nhiều du khách trên bờ biển là các thôn làng (Frazione) như Santa Maria di Castellabate, Acciaroli, Palinuro, Marina di Camerota, Scario, Policastro Bussentino, Agropoli, Agnone Cilento, Ascea, Pisciotta, Caprioli, Palinuro, Marina di Camerota, và thành phố Velia.
Bên trong phân vùng Cilento, phần lớn là rừng và các núi như Cervati (1.900 m), Panormo (1.742 m, trong khối núi Alburni), Faiatella (1.710 m), Gelbison (1.705 m). Các thành phố quan trọng nhất trong khu vực là Vallo della Lucania (ở giữa), Sapri và Agropoli: đây là thành phố lớn nhất và là hải cảng chính của Cilento. Phần lớn khu vực này thuộc Vườn quốc gia Cilento và Vallo di Diano.

## Lịch sử
Khu vực này xưa kia là thuộc địa của Hy Lạp, dưới thời gọi là Magna Graecia (Đại Hy Lạp). Các bằng chứng hiển nhiên là các phế tích ở Paestum (Poseidonia) và Elea (Hyele, nay là Velia). Velia cũng là cái nôi của trường phái Eleatics (một trường phái triết học thời tiền-Socrates, với các triết gia Parmenides, Zeno of Elea và Melissus of Samos). Vùng đất này đã dược nói tới trong các sử thi như Odyssey hoặc Aeneid.
Trong thập niên 1990, đã có đề nghị lập một tỉnh mới trong vùng Campana, tức tỉnh Cilento. Đề nghị này khó thực hiện vì khó chọn được nơi đặt tỉnh lỵ: 4 ứng viên là các thành phố Vallo della Lucania (ở trung tâm), Agropoli (thành phố lớn nhất, ở phía bắc), Sala Consilina (trung tâm của Vallo di Diano) và Sapri (trung tâm của du Cilento nam, có một nhà ga xe lửa quan trọng nhất trong khu vực). Một đề nghị mới nhất là đưa Cilento ra khỏi vùng Campania, cho trực thuộc vùng Basilicata và trở thành tỉnh thứ ba của vùng này., cùng với 2 tỉnh Potenza và Matera đã có sẵn.

## Hình ảnh

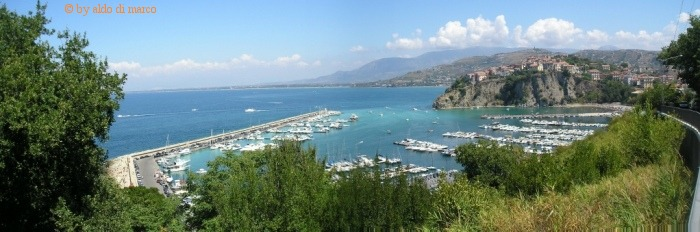
Agropoli
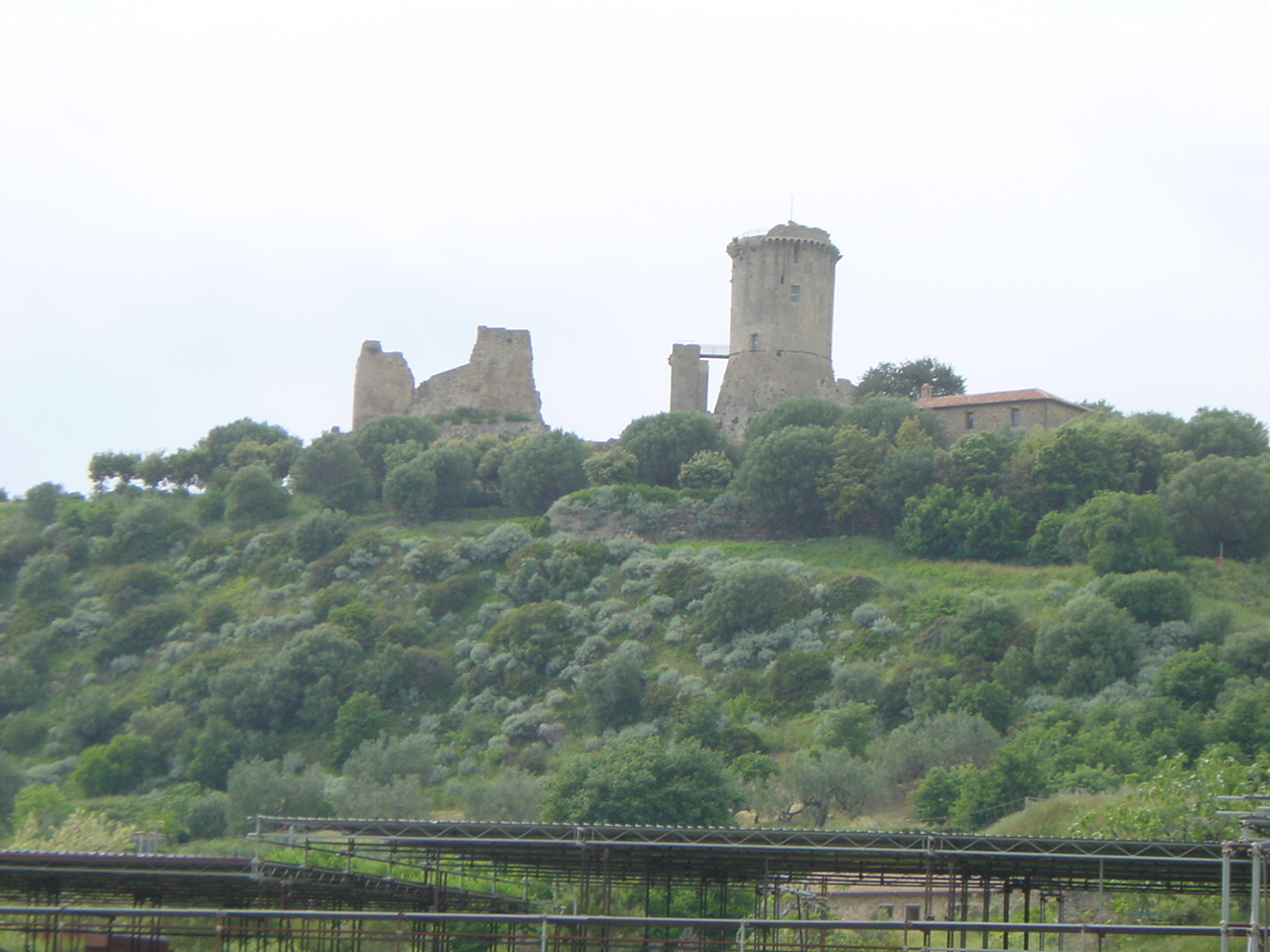
Velia
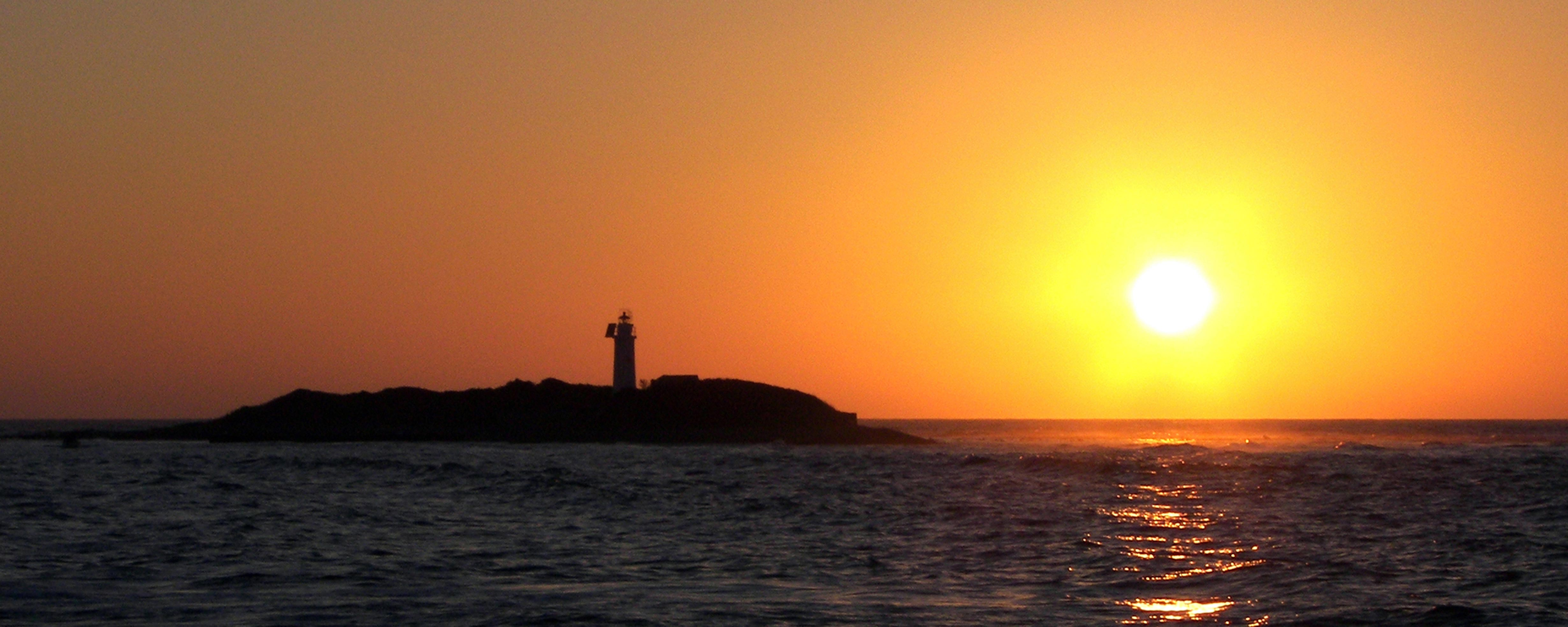
Đảo Licosa trong thị xã Castellabate
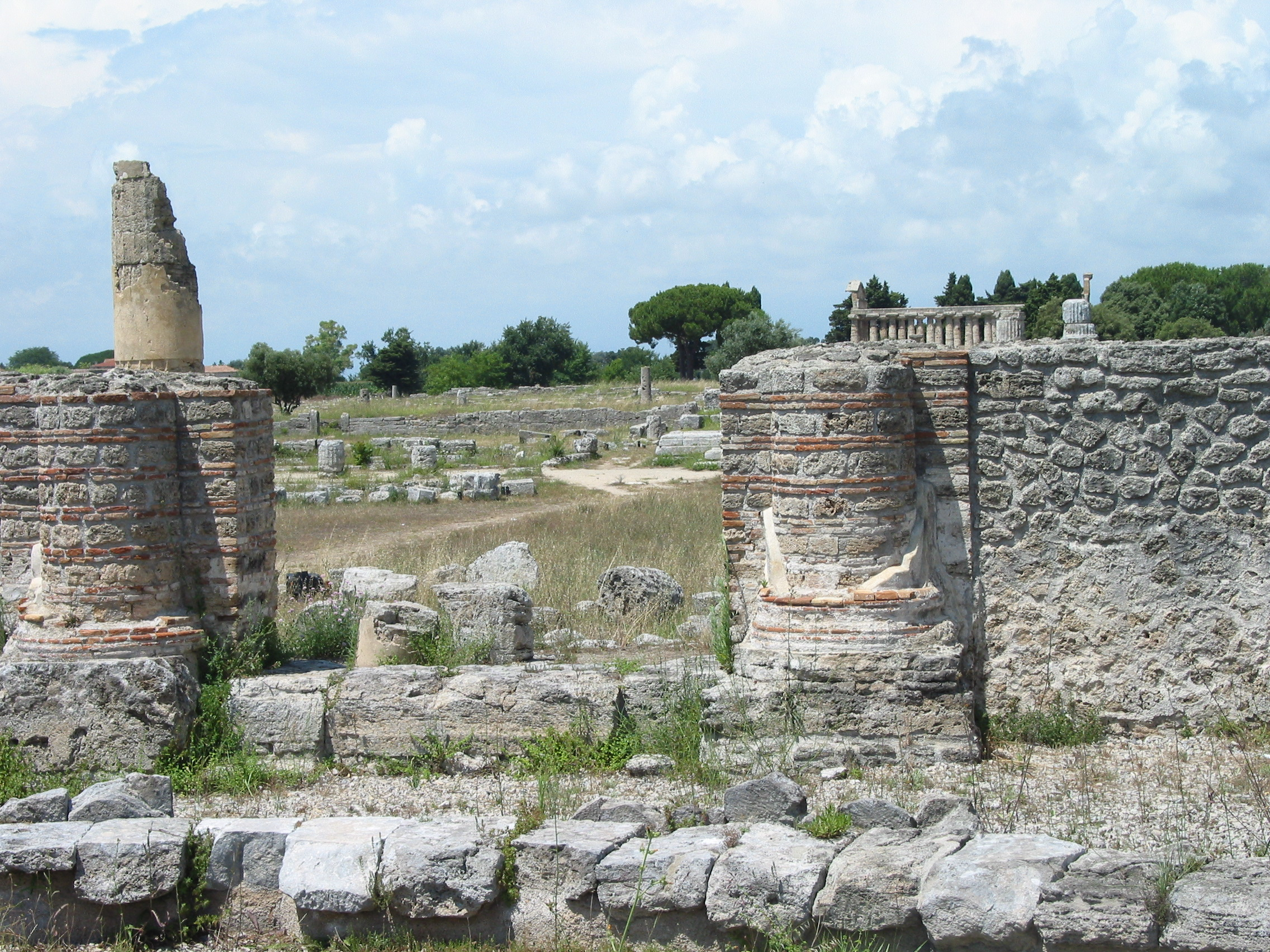
Paestum
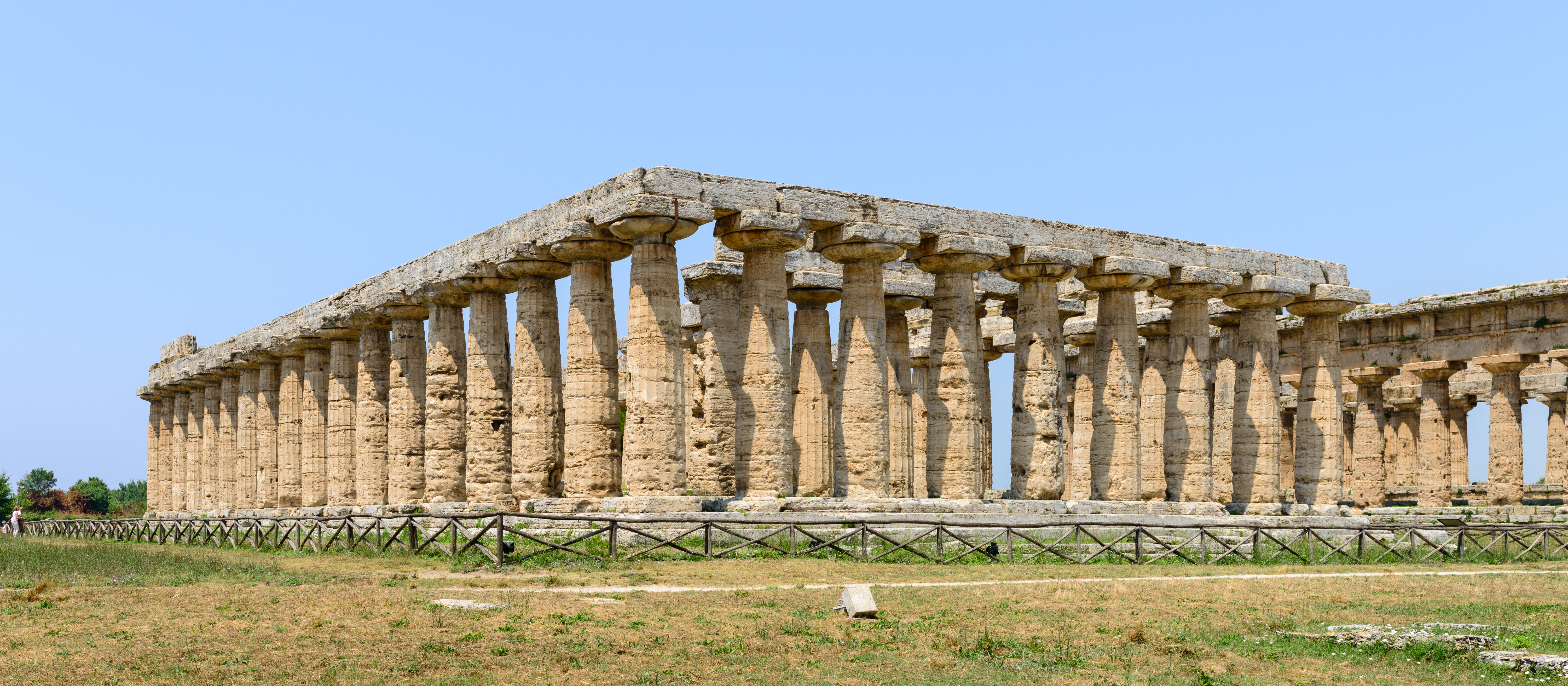
Paestum
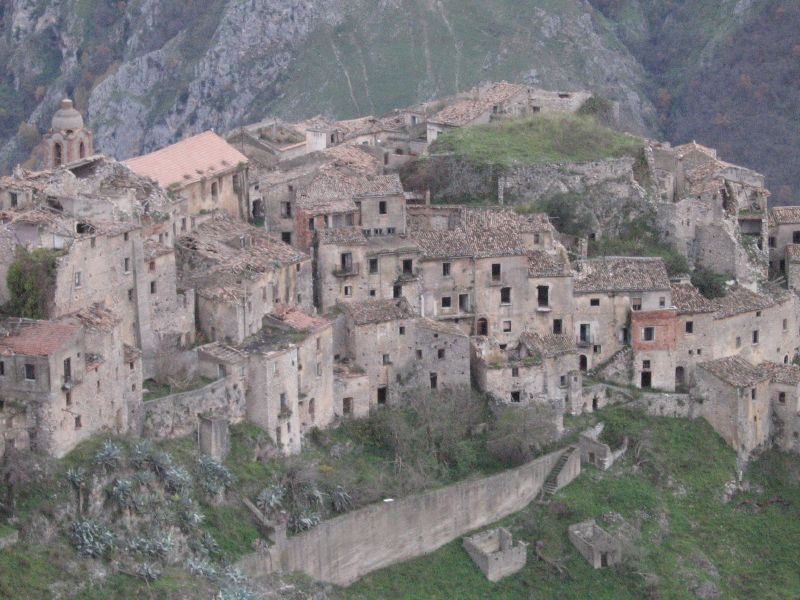
Romagnano al Monte
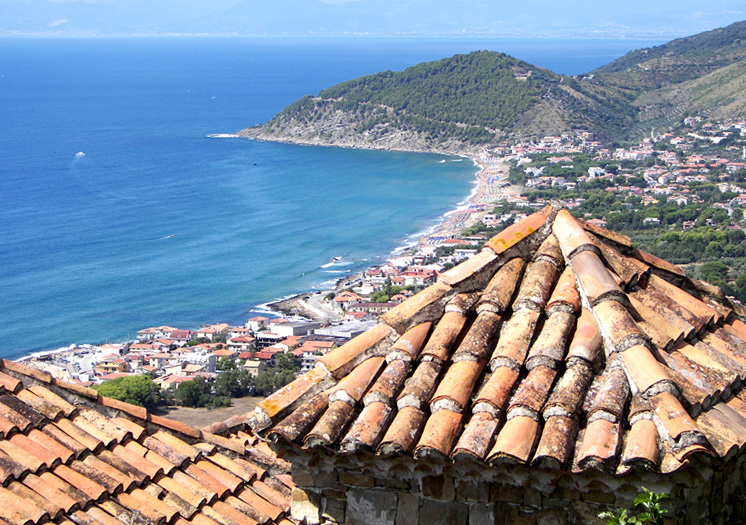
S.Maria di Castellabate
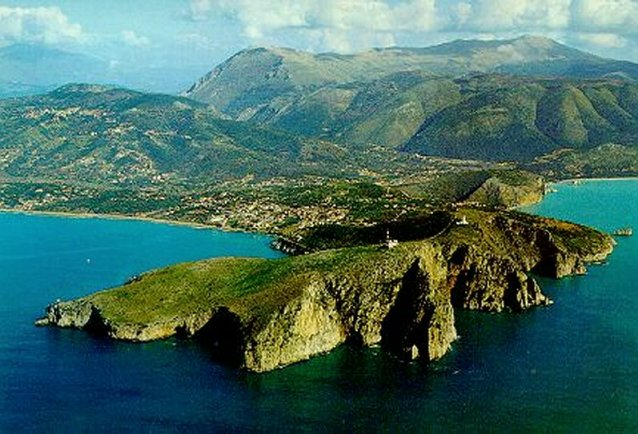
Cape Palinuro